# Serie chimică
O serie chimică este o grupare a unor elemente chimice ale căror proprietăți chimice și fizice variază continuu (cu unele excepții) în interiorul seriei. 
(De exemplu, temperatura de fierbere crește iar stabilitatea compușilor oxigenați descrește.) Descoperirea existenței seriilor chimice a fost primul pas în clasificarea elementelor, care a dus în cele din urmă la tabelul periodic al elementelor. 
Unele serii chimice corespund exact unor grupe de la extremitățile tabelului. Altele corespund unor blocuri din centrul tabelului. Altele constituie doar părți ale unor blocuri interne. Wikipedia nu folosește termenul tradițional serie chimică ci clasifică elementele în categoriile din tabelul următor.
| Metale          | Metale                     | Metale    | Metale              | Metale                     | Metaloizi                  | Nemetale                   | Nemetale                   | Nemetale                   |
| Metale alcaline | Metale alcalino-pământoase | Lantanide | Metale de tranziție | Alte metale                | Metaloizi                  | Alte nemetale              | Halogeni                   | Gaze nobile                |
| Metale alcaline | Metale alcalino-pământoase | Actinide  | Metale de tranziție | Elemente de tip necunoscut | Elemente de tip necunoscut | Elemente de tip necunoscut | Elemente de tip necunoscut | Elemente de tip necunoscut |